# Tsunami Bomb
Tsunami Bomb is een Amerikaanse punkband afkomstig uit Petaluma, Californië die is opgericht in 1998 door bassist en zanger Dominic Davi, die later werd bijgestaan door toetsenist Oobliette Sparks, zanger Kristin McRory en een reeks wisselende muzikanten, waaronder drummer Gabriel Lindeman, die in 1999 officieel bij de band kwam spelen. Eind 1998 werd McRory vervangen door Emily Whitehurst en in 1999 kwam ook gitarist Brian Plink bij Tsunami Bomb spelen. 
De band heeft tot op heden twee studioalbums,  een verzamelalbum, een videoalbum, drie ep's en een single laten uitgeven, waarbij de meeste albums via het platenlabel Kung Fu Records. Tsunami Bomb verscheen meerdere malen tijdens de Warped Tour van 2001 tot en met 2005. De band heeft tevens door Europa en Japan getourd. Tsunami Bomb werd opgeheven in 2005. In 2009 speelde de band een reünieshow. In 2015, tien jaar later, werd aangekondigd dat de band weer bij elkaar zou komen.

## Geschiedenis

### Oprichting en eerste twee studioalbums (1998-2005)
De band werd opgericht door bassist Dominic Davi, die toetsenist en occasionele zanger Oobliette Sparks samen met Kristin McRory - de oorspronkelijke zanger van de band - in de band opnam. McRory kwam bij de band spelen nadat ze in februari 1998 haar vorige band, namelijk Headboard, verliet. Davi ontmoette McRory in 1997, toen ze bij Headboard ging spelen en hij kende Sparks uit het uitgaansleven. Sparks had onlangs de lokale band Spacebaby verlaten, waarmee ze samen met drummer Gabriel Lindeman in speelde. Samen met enkele invallers speelde de leden van Tsunami Bomb hun eerste show op 26 juni 1998 in de Fatty Mocha in Merced, Californië samen met de band Luckie Strike. Gabriel Lindeman speelde drums voor de eerste paar shows van de band, maar hij kwam pas officieel bij de band spelen in 1999. Kristin McRory verliet Tsunami Bomb eind 1998 en Davi rekruteerde kort daarna Emily Whitehurst (Emily's broer, Logan Whitehurst, was toentertijd Davi's kamergenoot). Naar Whitehurst werd bijna exclusief verwezen als Agent M, haar pseudoniem, tot het uiteenvallen van de band.
Tsunami Bomb behield een uitputtend tourschema voor het grootste deel van zijn bestaan. In 1999 brachten ze twee limited edition 7-inch platen uit: B-Movie Queens, een splitalbum met Whitehurst en Plinks voormalige band Plinky, en Mayhem on the High Seas dat werd uitgebracht via het platenlabel Checkmate Records, waarvan van Hunter Burgan, basgitarist van de meer bekende rockband AFI, eigenaar van is. In 2000 tekenden ze bij Tomato Head Records en brachten ze hun eerste ep uit, getiteld The Invasion from Within!, waarna gitarist Brian Plink de groep verliet. Toetsenist Oobliette Sparks zou het jaar erna in 2001 de groep verlaten. Tsunami Bomb, niet in staat om haar te vervangen, zou hierna doorgaan zonder toetsinstrumenten. In 2002 tekende de band een contract bij het platenlabel Kung Fu Records en werd het debuutalbum The Ultimate Escape uitgegeven.
Het titelnummer van de eerste cd van de band, The Invasion from Within!, werd gebruikt door Atlus in de soundtrack van Amerikaanse versie van het computerspel Disgaea: Hour of Darkness. Het nummer "Russian Roulette", van het debuutalbum The Ultimate Escape, werd tevens door Atlus gebruikt, namelijk voor het computerspel Go! Go! Hypergrind.
In 2003 leidde een beslissing van de band ertoe dat Davi uit de groep werd gezet. De overblijvende bandleden noemden als aanleiding de "persoonlijkheid en creatieve conflicten." Hij zou doorgaan in de muziek met het oprichten van de punkband Love Equals Death dat onder contract stond bij het platenlabel Fat Wreck Chords. Hij werd vervangen door Matt McKenzie. De breuk met het oorspronkelijke bandlid Davi, die vaak werd aangehaald als een van de belangrijkste songwriters voor de band, bleef voor lange tijd een controversieel gespreksonderwerp. Ook in 2003 werd het compilatiealbum The Rocky Horror Punk Rock Show uitgebracht en verkreeg de band enige bekendheid met de cover van het populaire nummer "Planet, Schmanet, Janet" van The Rocky Horror Picture Show dat al jaren eerder was opgenomen.
In 2004 bracht Tsunami Bomb het tweede studioalbum The Definitive Act uit en een videoalbum getiteld Live at the Glasshouse, die verscheen in de The Show Must Go Off!-serie van Kung Fu Records in 2005. Beide albums werden uitgebracht via Kung Fu Records. Eind 2005, na jaren van touren en talrijke wijzigingen in de formatie van de band, besloot de band officieel uit elkaar te gaan, daarbij verwijzend naar hun problemen met de "zakelijke kant van de muziekindustrie".

### Reünieshow en reformatie (2009, 2015-heden)
Op 17 januari 2009 speelde Tsunami Bomb een reünieshow in Petaluma bij het Phoenix Theater als een benefietconcert voor een van de beste vrienden van de bandleden, Liz Beidelman, die tevens drummer was voor Luckie Strike en toentertijd aan hersenkanker leed.
In 2015 kwamen de oorspronkelijke leden Oobliette, Davi, Brian Plink en Gabriel Lindeman samen met Kate Jacobi, die zanger Whitehurst zou vervangen, weer bij elkaar. Whitehurst besloot om niet meer mee te doen met de band, om zich zo te kunnen richten op haar nieuwe muzikale project, Survival Guide. Tsunami Bomb speelde hun eerste show met deze nieuwe formatie Op 19 december 2015. Op 29 januari werd het eerste verzamelalbum van de band, getiteld Trust No One, uitgegeven via Kung Fu Records. De band speelde op de editie van Warped Tour dat jaar, op 12 en 13 augustus 2016.
Op 13 juli 2017 begon de band aan een korte tour door de Verenigde Staten met drie geplande concerten en het noordoosten van het land. Tijdens de eerste show presenteerde Tsunami Bomb de nieuwe gitarist Andy Pohl, alsook twee niet eerder opgenomen of live gespeelde nummers, namelijk "Tidal Wave Explosive Device" en "Lullaby for the End of the World". Deze nummers zouden later op het derde studioalbum van de band moeten verschijnen.

## Leden
Huidige leden
- Kate Jacobi - zang (2015-heden)
- Gabriel Lindeman - drums (1999-2005, 2015-heden)
- Oobliette Sparks - keyboard (1998-2001, 2015-heden)
- Dominic Davi - basgitaar (1998-2003, 2015-heden)
- Andy Pohl - gitaar (2017-heden)

Voormalige leden
- Emily "Agent M" Whitehurst - zang (1998-2005)
- Kristin McRory - zang (1998)
- Tim Chaddick - gitaar (1998)
- Rob Read - drums (1998-1999)
- Matt McKenzie - basgitaar (2003-2005)
- Jay Northington - gitaar (2004-2005)
- Brian Plink - gitaar (1998-2000, 2015-2016)
- Chris Laforge - gitaar (2016-2017) †

## Discografie
Studioalbums
- The Ultimate Escape (2002)
- The Definitive Act (2004)

Ep's
- B-Movie Queens (splitalbum met Plinky, 1999)
- Mayhem on the High Seas (1999)
- The Invasion from Within! (2001)

Andere albums
- Prologue (single, 2004)
- Live at the Glasshouse (videoalbum, 2005)
- Trust No One (verzamelalbum, 2016)